# Malthonica sbordonii
Malthonica sbordonii là một loài nhện trong họ Agelenidae.
Loài này thuộc chi Malthonica. Malthonica sbordonii được Paolo Marcello Brignoli miêu tả năm 1971.